# Петър VII
Петър VII Папапетру (Πατριάρχης Πέτρος Ζ΄ Παπαπέτρου) е патриарх на Александрия и цяла Африка от 1997 до смъртта си през 2004 г.
Роден на 3 септември 1949 г. в Сихари, Кипър, Петър е избран от Светия синод на 21 февруари 1997 г. и става патриарх на 9 март 1997 г. Преди да бъде избран, Петър служи като дякон (ръкоположен е на 15 август 1969). На 15 август 1983 г. е ръкоположен за епископ. Добре се разбира с предшественика си Патриарх Партений III Александрийски и поема службата му след смъртта на Патриарх Партений III през 1996 г.
Петър загива на 11 септември 2004 г. заедно с още 16 души (включително трима епископи на Александрийската църква) когато хеликоптерът, който ги превозва, се разбива в Егейско море на път към връх Атон в Гърция.